# Rode
Rode je priimek v Sloveniji in tujini. Po podatkih Statističnega urada Republike Slovenije je na dan 1. januarja 2011 v Slovenjiji uporabljalo ta priimek 415 oseb. 

## Znani slovenski nosilci priimka
- Andrej Gregor Rode, diplomat
- Anže Rode (*1972), brigadir, načelnik generalštaba SV 2022-24
- Bernard Rode (1918—?), gospodarstvenik
- Bojan Rode (1929—2020), veterinar, univ. prof. v Zagrebu
- Boštjan Rode (*1942), matematik
- Cecilija (Francka) Rode (1929—2024), redovnica, misijonarka
- Franc Rode (*1934), lazarist, teolog, ljubljanski nadškof in metropolit, kurijski kardinal
- France Rode (1934—2017), elektronik, računalničar, izumitelj; častni član IAS
- Ignac Rode (1819—1857), slikar, litograf (slov.-avstrijski)
- Janez Krstnik Rode (1742—1818), jožefinski teolog
- Janko Rode, biolog, strokovnjak za zdravilne rastline
- Jože Rode (1936—2020), dramaturg, pisatelj, dramatik, urednik
- Jurij/Jure (Jorge) Rode (1937—2024), cerkveni pravnik v Argentini, častni prelat
- Marjan Rode (*1950), zgodovinar, metodik
- Marta Penko Rode (1942—2023), dermatovenerologinja
- Matej Rode (1930—2012), slavist (rusist, bolgarist), prevajalec, dramatizator
- Matija Rode (1879—1961), publicist in organizator ljudskih knjižnic
- Matjaž Rode (*1941), stomatolog, parodontolog
- Mirela Rode (*1941), stomatologinja
- Mojca Rode (*1983), telovadka (ritmična gimnastičarka)
- Nino Rode (*1959), sociolog, socialnovarstveni raziskovalec
- Primož Rode (1942—2017), zdravnik kardiolog, direktor UKC Ljubljana
- Tomaž Rode (*1967), baletni plesalec in koreograf
- Tone Rode (*1969), pesnik
- Vinko Rode (*1932), pesnik, pisatelj, filozof in pedagog
- Vitja Rode (1925—2020), gospodarstvenik in politik

## Zani tuji nosilci priimka (Róde)
- Alfred Rode (1905—1979), francoski skladatelj, glasbenik, igralec, filmski režiser in producent italijanskega rodu?
- Bernhard Rode (1725—1797), prusko-nemški slikar/risar in litograf
- Helge Rode (1870—1937), danski pesnik, pisatelj, esejist,  dramatik, kritik, novinar
- Hermen Rode (~1468—1504~), nemški slikar
- Pierre Rode (1774—1830), francoski violinist in skladatelj
- Roberts Rode, latvijski smučar